# República de la Nova Granada
República de la Nova Granada va ser el nom que va rebre la república unitària creada per les províncies centrals de la Gran Colòmbia després de la dissolució d'aquesta a 1830. Va mantenir aquest nom des de 1831 fins a 1858, quan va passar a anomenar-se Confederació Granadina. El seu territori abastava els actuals països de Colòmbia, Panamà i en el seu moment de màxima extensió, es va arribar a disputar amb les Províncies Unides de l'Amèrica Central i amb Gran Bretanya, la sobirania sobre la Costa dels Mosquits, avui a Nicaragua i Hondures

## Història
Després de la dissolució de la Gran Colòmbia, dels territoris que conformaven els departaments nord i sud, sorgiren dos nous països denominats Estat de Veneçuela i Estat de l'Equador. Les províncies que geogràficament ocupaven la zona central de la desintegrada Gran Colòmbia, que en aquells moments ocupava els antics departaments de Boyacá, Cauca, Cundinamarca i Istmo decidiren formar un nou Estat. L'època de la República de Nova Granada es caracteritzà per canvis polítics, socials i economics, els quals ocasionaren disputes i confrontaments entre diversos sectors socials.
Mitjançant el Conveni d'Apulo (dut a terme al 28 d'abril de 1831), el general Rafael Urdaneta, últim president de la Gran Colòmbia, entregà el comandament a Domingo Caicedo (3 de maig de 1831)

### La constitució de 1832
El 20 d'octubre de 1831 es realitzà una Convenció Granadina on s'aprovà la separació i en la qual s'establí una república centralitzada i presidencialista anomenada transitòriament Estat de la Nova Granada fins a la promulgació d'una nova constitució. El 17 de novembre de 1831 es promulgà la Llei Fundamental, però es continuà treballant amb aquesta durant 1832. Francisco de Paula Santander fou nomenat president pel congrés per un període de quatre anys, en tant el període dels senadors es va reduir de huit a quatre anys i el dels representants de quatre a dos anys. Les províncies s'anomenaren departaments i s'indicà que havien de ser administrades per un governador anomenat pel president i per assemblees triades per vot
En aquest període els centraliestes i els eclesiàstics començaren a distingir-se amb el nom de conservadors i els seus oponents federalistes, amb el nom de liberals.
El 29 de febrer de 1832 la Convenció Nacional, conformada pels representants de les províncies d'Antioquia, Barbacoas, Bogotà, Cartagena, Mompós, Neiva, Pamplona, Panamà, Pasto, Popaypán, Socorro, Tunja, Vélez i Veraguas, sancionaren una nova constitució mitjançant la qual el país s'anomenà oficialment República de Nova Granada a partir de l'1 de març d'aquest any.

### Guerra dels Suprems
El president José Ignacio de Màrquez sancionà una llei en 1838 que suprimia els convents catòlics que alberguessin menys de huit religiosos per tal d'utilitzar-los com centres d'instrucció pública, de tal manera que el 30 de juny de 1839 diversos sacerdots de la ciutat de San Juan de Pasto es sublevaren encara que aquesta mesura tingués el recolzament de l'arquebisbe de Bogotà.
L'alçament fou sufocat dos mesos després, però empitjorà quan els cabdills regionals s'alçaren contra el govern central per tal d'obtindre reivindicacions polítiques i econòmiques (d'aquí el seu nom "Guerra dels Suprems"). En juliol de 1840 José María Obando s'escapà de la presó on es trobava esperant el judici per l'assassinat d'Antonio José de Sucre en 1828 i inicià un alçament que fou aprofitat per altres dirigents anti-governistes per generalitzar la guerra civil.
La guerra prompte es va expandre per altes províncies, i va incloure un conflicte fronterer amb la República de l'Equador, perquè d'allí depenia el clergat de Pasto. En el moment que les tropes equatorianes comandades per Juan José Flores creuaren la frontera, aquests comandants es sublevaren a les seues respectives regions. Tanmateix, aquest moviment no contà com una direcció única, el que va permetre la seua derrota en 1842.

### La separació de Panamà de 1840
La Guerra dels Suprems motivà a la dirgència política panamenya a sostreure a l'istme de Panamà del conflicte, i proclamar una república independent i sobirana de la resta del país. El 18 de novembre de 1840, amb el lideratge del general Tomás Herrera s'intueix mitjançant Llei Fundamental l'Estat de l'Istme. La reincorporació de l'istme de Panamà fou condicionada a que el govern de la Nova Granada adoptara un sistema polític federal que satisfés les necessitats dels habitants de l'istme.
Aquest país independent va tindre una duració de tretze mesos i alguns dies; tant prompte com el govern neogranadí aconseguí vèncer als bel·ligerants, es preparà al Cauca una expedició militar per envair l'istme. El general Tomás Cipriano de Mosquera buscà evitar l'imminent conflicte, enviant comissionats al comandant Julio Arboleda, qui no va tindre èxit.Posteriorment, el coronel Anselmo Pineda i Ricardo de la Parra, comissionats per Rufino Cuervo, obtindrien èxit a la subscripció d'un conveni subscrit el 31 de desembre de 1841 que reincorporà l'istme de Panamà a la Nova Granada
Aquest seria el més reeixit dels intents de separació de Panamà de Colòmbia i les seves diferents denominacions històriques durant el segle xix.

### Reforma constitucional de 1843
Durant la presidència del general Pedro Alcántara Herrán es va enfortir el poder del president amb el fí de poder mantindre l'ordre en tot el territori nacional, que en aquesta època es trobava en una guerra civil (Guerra dels Suprems); es va fer una intensa reforma educativa i es va imposar l'autoritarisme i centralisme en tot el territori nacional que el conservadorisme utilitzà a favor seu.
Entre 1849 i 1853 el nombre de províncies augmentà de 22 a 36.

### La separació de Panamà de 1850
Al 1850, el general José Domingo Espinar i E.A. Teller, editor del diari "Panama Echo", varen dur a terme una revolució la matinada del 29 de setembre, que acabà amb la segona separació de Panamà de la Nova Granada. Obaldía, governador de l'istme, no estava d'acord amb aquesta separació, ja que encara no veia a l'istme preparat per a assumir el control del seu destí, convencent de desistir i reintegrar novament l'istme.

### Guerra civil de 1851
Després de les reformes començades pel president. José Hilario López, que incloïen la llibertat dels esclaus (21 de maig de 1851), expulsió dels jesuïtes, supressió de la pena de mort i la presó per deutes, i la consagració de la llibertat de premsa i el judici per jurats, els terratinents caucanos es revoltaren en contra d'aquest per considerar-les massa liberals.
És així com el 22 de maig els rebels es pronunciaren al sud del país i Julio Arboleda intentà capturar San Juan de Pasto, però fou derrotat; també haveren aixecaments en Sogamoso, Mariquita, Guatavita i El Guamo. Per a sufocar aquestes revoltes el govern anomenà aleshores al general José María Obando com a general de cap de l'Excèrcit de Sud i al general Tomás Herrera comandant al Valle del Cauca, qui gradualment foren aplacant aquests enfrontaments armats. La guerra fou acabada a finals d'any, amb la derrota de Mariano Ospina Rodríguez el 30 d'agost i la capitulació del general Borrero el 10 de setembre.

### Reforma constitucional de 1853
El pèndol constitucional va anar cap al mètode liberal. Entre les noves mesures, es va donar inici al federalisme, s'eliminà l'esclavitud, es va expandir el sufragi a tots els homes majors de 21 anys, es va imposar el vot popular directe per triar congressistes, governadors i magistrats, es va establir la llibertat administrativa i la llibertat religiosa, va haver una separació entre l'església i l'Estat i s'acabà la personalitat judicial de l'església catòlica. Alguns dels avanços es van revertir més tard a la constitució colombiana de 1886.
El setembre del 1853 es realitzaren les eleccions per triar el procurador i la Cort Suprema de Justícia; i el 3 d'octubre de 1853 triaren el governador de Bogotà comptabilitzant els vots per districte parroquial.

### Guerra civil de 1854
Després de les eleccions presidencials de 1853, en les quals el candidat liberal radical Tomás Herrera (recolzat pel general José María Melo) va ser derrotat pel candidat liberal moderat José María Obando, Melo no acceptà la seva derrota i va donar un cop d'estat el 17 d'abril de 1854 contra el president Obando. De forma immediata es va formar una aliança Constitucionalista militar de radicals i conservadors, els qui van iniciar l'ofensiva contra Melo produint-se combats a Pamplona, Bucaramanga, Vélez, Tunja, Tequendama i Cali, voltant a l'exèrcit melista en el perímetre de la ciutat de Bogotà. Melo va organitzar les seves forces en l'anomenat Exèrcit Regenerador, que sumava uns 11.042 efectius.
Melo va romandre en el poder vuit mesos, però finalment les tropes constitucionalistes del nord i sud del país es van unir, sumant 11.000 homes, envoltant als 7.000 melistas que defensaven Bogotà. El 4 de desembre del mateix any quan l'aliança va entrar victoriosa a Bogotà, després de derrotar l'exèrcit melista i els seus aliats, els liberals moderats i artesans. Aquests últims van presentar resistència tenaç durant l'assalt final a la capital, raó per la qual el partit vencedor va bandejar a centenars d'artesans al riu Chagres a Panamà. El conflicte va costar unes 4.000 vides.

### Fi de la república
Durant els anys 1848 i 1849 finalment es van encunyar els noms dels partits tradicionals, Liberal i Conservador, les seves diferències ideològiques van prendre cos i es va anar deixant enrere l'èmfasi en personalismes.
A partir de 1849, durant el govern del general José Hilario López el país va tenir una transformació política i econòmica forta, ja que va començar a reemplaçar-se l'estructura colonial per la del capitalisme.
La lluita ideològica, política i militar en tot el territori per definir la destinació del país va radicalitzar sectors i regions. Es va crear l'ambient propici per al sorgiment (1849) i configuració definitiva dels partits històrics colombians: el Liberal (Ezequiel Rojas) i el Conservador (Mariano Ospina Rodríguez i José Eusebio Car).
La República de Nova Granada es va convertir en Confederació Granadina en aprovar-se la Constitució de 1858, amb la qual cosa s'inicia l'etapa federalista. En 1863 va adoptar el nom dels Estats Units de Colòmbia.

## Presidents
14 van ser els presidents de la República de la Nova Granada:
| Foto | Foto                         | President                                   | Període | Partit | Comentaris |
| ---- | ---------------------------- | ------------------------------------------- | --- | --- | ---------- |
|      | José María Obando            | 23 de novembre de 1831 - 10 de març de 1832 | Vicepresident Provisional                                                                                                 | |            |
|      | Francisco de Paula Santander | 10 de març de 1832 - 1 d'abril de 1837      | Pare de la República i Primer President Constitucional de la Nova Granada, avui Colòmbia. Fundador de l'Educació Pública. | |            |
|      | José Ignacio de Márquez      | 1 d'abril de 1837 - 1 d'abril de 1841       | | |            |
|      | Pedro Alcántara Herrán       | 1 d'abril de 1841 - 1 d'abril de 1845       | Gendre del general Mosquera                                                                                               | |            |
|      | Domingo Caycedo              | 1 d'abril de 1841 - 2 de maig de 1841       | Vicepresident | |            |
|      | Juan de Déu Aranzazu         | 5 de juliol de 1841 - 19 de maig de 1842    | President del Consell d'Estat                                                                                             | |            |
|      | Tomás Cipriano de Mosquera   | 1 d'abril de 1845 - 1 d'abril de 1849       | | |            |
|      | José Hilario López           | 1 d'abril de 1849 - 1 d'abril de 1853       | Liberal | Va abolir l'esclavitud al país i va emprendre un ambiciós pla de reformes que van tocar l'economia i la política                                      |            |
|      | José María Obando            | 1 d'abril de 1853 - 17 d'abril de 1854      | Liberal | |            |
|      | José María Melo              | 17 d'abril de 1854 - 4 de desembre de 1854  | Liberal | De facto. Va arribar al poder per un cop d'estat recolzat pels artesans de Bogotà. Primer president destituït pel congrés. Va morir afusellat a Mèxic |            |
|      | Tomás Herrera                | 21 d'abril de 1854 - 5 d'agost de 1854      | Liberal | Va néixer a Panamà. Va morir en combat poc després de deixar el càrrec                                                                                |            |
|      | José de Obaldía              | 5 d'agost de 1854 - 1 d'abril de 1855       | Liberal | Va néixer a Panamà. Primer va ser Vicepresident |            |
|      | Manuel María Mallarino       | 1 d'abril de 1855 - 1 d'abril de 1857       | Conservador | |            |
|      | Mariano Ospina Rodríguez     | 1 d'abril de 1857 - 22 de maig de 1858      | Conservador | |            |

## Símbols de la nació
En fragmentar-se la Gran Colòmbia, els seus països successors van seguir usant els mateixos emblemes que posseïa aquesta nació de forma provisional, fins que fossin decretades insígnies pròpies; d'aquesta manera succeeix que des del 17 de desembre de 1831 fins al 9 de maig de 1834 la Nova Granada, convertida en república, va usar la mateixa bandera i el mateix escut grancolombià, tan sols afegint el lema “Estat de Nova Granada” en la seva bordura per diferenciar-ho de l'empleat pels seus veïns.
Finalment el 9 de maig de 1834 quan Francisco de Paula Santander, en qualitat de president de la República de la Nova Granada, estableix els colors i la seva disposició en la bandera. Igualment el decret va definir la forma i elements bàsics de l'escut de la República, els quals en la seva majoria han romàs intactes des de llavors.

Bandera de la Nova Granada, en ús des de 1834 fins a 1861.
Bandera mercant de la Nova Granada, en ús des de 1834 fins a 1861.
Bandera de guerra de la Nova Granada, en ús entre 1834 i 1861.
Escut de la Nova Granada entre 1834 i 1861.

## Organització territorial
D'acord amb la constitució, el territori de la Nova Granada es va dividir en províncies. Cada província es componia d'un o més cantons, i cada cantó es dividia en districtes parroquials.
Així mateix la República comprenia alguns territoris nacionals situats (en la seva majoria) en les perifèries del país.

República de la Nova Granada el 1835.
República de la Nova Granada el 1847.
República de la Nova Granada el 1853.
Territoris nacionals existents a Colòmbia entre 1843 i 1886.

## Geografia
D'acord amb la Constitució: Els límits del territori de la República van ser els mateixos que, l'any de 1810, dividien el territori del Virregnat de la Nova Granada del de les Capitanies generals de Veneçuela i Guatemala, i del de les possessions portugueses de Brasil; i els que, pel tractat aprovat pel Congrés de la Nova Granada en 30 de maig de 1833, ho divideixen del de la República de l'Equador.

## Economia
L'economia de la República de la Nova Granada, es va basar en la comercialització de productes agraris, provinents de diferents parts del país, a més de l'obertura dels ports a potències estrangeres diferents a Espanya, la qual cosa va ocasionar tractes desiguals, amb la naixent República Hispànica.
Com la resta d'Hispanoamèrica, l'economia de la Nova Granada durant la Colònia es va centrar en la mineria i l'agricultura. L'excessiu control de la metròpoli sobre tots els àmbits de la producció i el recapte d'impostos, van portar al fet que l'economia fos poc dinàmica. Els espanyols tenien el monopoli sobre l'explotació minera, al servei de les arques de la península, cap a on partien la majoria dels metalls. Al seu torn, la Corona tenia el monopoli en el comerç de productes manufacturats cap a les colònies. Per la seva banda, la producció agrícola era bastant rudimentària i se centrava en satisfer les necessitats internes.

## Demografia
Segons el cens de 1851, la població total del país era de 2 240 054 habitants, dels quals 1 086 705 eren homes i 1 153 349 dones. De totes les Províncies, les més habitades eren la de Bogotà, Tunja, Socors i Tundama.

## Cultura
D'acord amb la constitució, la religió catòlica, era l'únic el culte del qual era sostingut i mantingut per la República.